# Claes Johansson
Claes Edvin Johanson (Hyssna, Mark, Västra Götaland, 4 de novembre de 1888 - Göteborg, 9 de març de 1949) va ser un lluitador suec que va competir a començaments del segle XX disputant tres edicions dels Jocs Olímpics.
El 1912 va prendre part en els Jocs Olímpics d'Estocolm, on guanyà la medalla d'or de la categoria del pes mitjà de lluita grecoromana. Vuit anys més tard, als Jocs d'Anvers guanyà una nova medalla d'or, en aquesta ocasió en la prova del pes semipesant del programa de lluita grecoromana. La seva darrera presència en uns Jocs fou a París, el 1924, quan no pogué passar de la tretzena posició de la categoria del pes pesant del programa de lluita grecoromana.